# Платко, Иштван
Иштван Платко Копилец (нем. Istvan  Platko Kopiletz), в испаноязычных странах Эстебан Платко (исп. Esteban Platko); 1898, Будапешт — 16 ноября 1966, Пальма) — венгерский тренер.

## Карьера
Свою тренерскую карьеру начал в «Реал Вальядолиде» (в 1928 году), став первый наставников этого клуба. Кроме «Вальядолида» тренировал такие команды как: «Гранада» (1943-1945), «Атлетико Балеарес» (1949-1950) и «Мальорка».

## Братья Платко
У Иштвана Платко было два брата — Франц Платко и Карлос Платко.

## Ссылка
- Профиль на сайте bdfutbol